# 張家銨
張家銨（1983年6月25日—），臺灣政治人物，臺中市大肚區人，民主進步黨籍，現任臺中市議會議員，曾任前臺中市議員劉淑蘭服務團隊執行長、立法委員林佳龍服務處助理，為林佳龍子弟兵。

## 從政
2018年張家銨參選台中市議員，即使有綠營老將李順涼分票及「韓流」影響，也順利當選成為本選區唯一一位新人，得票數超越黨內時任議員陳世凱，更打破民進黨在本區十年內僅能當選一席的傳統；2022年連任。

## 選舉紀錄
| 年度 | 選舉屆數             | 選舉區           | 所屬政黨   | 得票數 | 得票率 | 當選標記 | 備註 |
| ---- | -------------------- | ---------------- | ---------- | ------ | ------ | -------- | ---- |
| 2018 | 第三屆臺中市議員選舉 | 臺中市第三選舉區 | 民主進步黨 | 15,655 | 14.05% |          |      |
| 2022 | 第四屆臺中市議員選舉 | 臺中市第三選舉區 | 民主進步黨 | 15,440 | 15.06% |          |      |

## 外部連結
- 張家銨 | Facebook
- 張家銨| YouTube